# Butendiek (Lilienthal)
 Butendiek ist ein Ortsteil der Gemeinde Lilienthal im niedersächsischen Landkreis Osterholz. 
1929 wurde Butendiek nach Lilienthal eingemeindet.

## Geografie und Verkehrsanbindung
Der Ortsteil liegt südlich vom Kernbereich von Lilienthal direkt an der westlich, südlich und östlich verlaufenden Landesgrenze zu Bremen. Die Wümme fließt südlich. Südlich und südöstlich, auf Bremer Gebiet, liegt das Naturschutzgebiet Borgfelder Wümmewiesen. Südwestlich und westlich, ebenfalls auf Bremer Gebiet, liegt das Naturschutzgebiet Untere Wümme.
Die A 27 verläuft in geringer Entfernung südlich.

## Söhne und Töchter
- Hermann Barnstorff (1891–1979), Germanist, Philologe und Hochschullehrer